# Sergej Alexander Dott
Pour les articles homonymes, voir Dott.
Sergej Alexander Dott (né le 23 novembre 1959 à Berlin) est un peintre et sculpteur allemand.

## Biographie

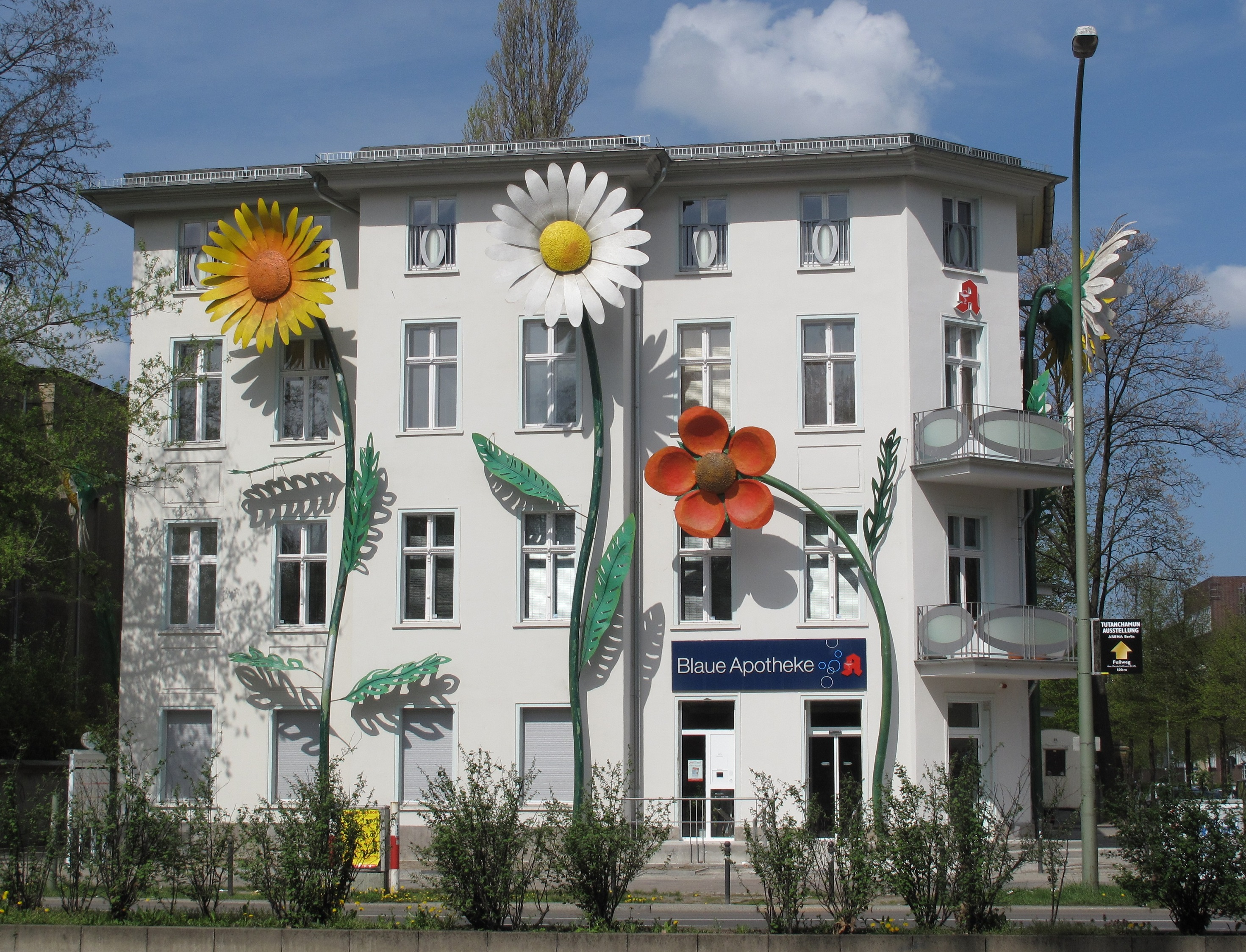
Fleurs géantes au centre médical de Berlin-Treptow, installation en 2012

Le père de Dott est un émigré russe, sa mère vient de Vienne. De 1976 à 1978, il apprend d'abord la poterie auprès de Hedwig Bollhagen et à partir de 1983, il étudie la sculpture à l'École supérieure des beaux-arts de Dresde et à la Kunsthochschule de Berlin-Weißensee. En 1988, il est apprenti dans l'atelier de Baldur Schönfelder à la Kunsthochschule et en 1990, il se rend à Vienne pour suivre les cours du sculpteur Alfred Hrdlicka. Depuis 1991, il travaille comme indépendant, principalement à Berlin et dans le Brandebourg.
Dott fait plusieurs voyages d'étude approfondis, notamment en Russie, à Cuba, au Mexique, au Japon, en Thaïlande, en France et au Venezuela.